# Balázs Tóth (Leichtathlet)
Balázs Csaba Tóth (* 1. Januar 2000) ist ein ungarischer Leichtathlet, der sich auf das Kugelstoßen spezialisiert hat.

## Sportliche Laufbahn
Erste internationale Erfahrungen sammelte Balázs Tóth im Jahr 2019, als er bei den U20-Europameisterschaften in Borås mit einer Weite von 17,88 m in der Qualifikation ausschied. 2021 kam er bei den U23-Europameisterschaften in Tallinn mit 17,94 m nicht über die Vorrunde hinaus. 2023 wurde er bei der 2. Liga der Team-Europameisterschaft im Zuge der Europaspiele in Chorzów mit 18,04 m Neunter, ehe er bei den World University Games in Chengdu mit 17,39 m auf den achten Platz gelangte. Kurz darauf schied er bei den Weltmeisterschaften in Budapest mit 17,37 m in der Qualifikationsrunde aus. 2025 verpasste er bei den World University Games in Bochum mit 17,53 m den Finaleinzug.
In den Jahren von 2020 bis 2024 wurde Tóth ungarischer Meister im Kugelstoßen im Freien sowie 2020, 2022 und 2023 auch in der Halle.